# Viscum combreticola
Viscum combreticola, ou visco-de-combretum, é um arbusto visco sem folhas, dióico, que existe no sul a África tropical, numa zona larga que segue os vales do Rift. Embora seja tipicamente um hemiparasita de espécies de Combretum, também pode ser encontrado em Terminalia (Combretaceae), Acácia, Croton, Diplorhynchus, Dombeya, Heteropyxis, Maytenus, Melia, Strychnos ou Vangueria.